# Alessandro Mendini
Alessandro Mendini (16. srpna 1931 Milán – 18. února 2019 tamtéž) byl italský architekt a designér.
V roce 1959 vystudoval Milánskou polytechniku a začal spolupracovat s Marcellem Nizzolim. Byl jedním ze zakladatelů hnutí zvaného radikální design, vyznačujícího se využíváním pestrých barev, geometrických vzorů a netradičních materiálů. Jeho tvorba vycházela z koncepce arte povera, odmítající přetechnizovanou, racionální a na konzum zaměřenou společnost, pořádal provokativní happeningy, spolupracoval i s Milanem Knížákem. V roce 1973 stál u zrodu týmu Global Tools, od roku 1979 pracoval pro Studio Alchimia a v roce 1989 založil s bratrem Franceskem Mendinim vlastní ateliér. Byl šéfredaktorem odborných časopisů Casabella a Domus, přednášel na Milánské univerzitě a roku 1982 byl jedním ze zakladatelů privátní školy Domus Academy.
Spolupracoval s firmami Alessi, Philips, Swarovski, Cartier, Swatch, Hermès nebo Paolo Venini. K jeho významným návrhům patří křeslo Proust nebo lampa RAMUN Amuleto. Projektoval stavbu divadla v Arezzu, plavecký stadion v Terstu, tři zastávky neapolského metra, muzeum keramiky v korejském Inčchonu a Groningenské muzeum v Nizozemsku, které bývá pro svou nápadnou žlutou věž řazeno mezi ikonická díla postmoderní architektury.
Získal italskou cenu za průmyslový design Compasso d'Oro, francouzský Řád umění a literatury a v roce 2014 také Evropskou cenu za architekturu.

## Fotogalerie

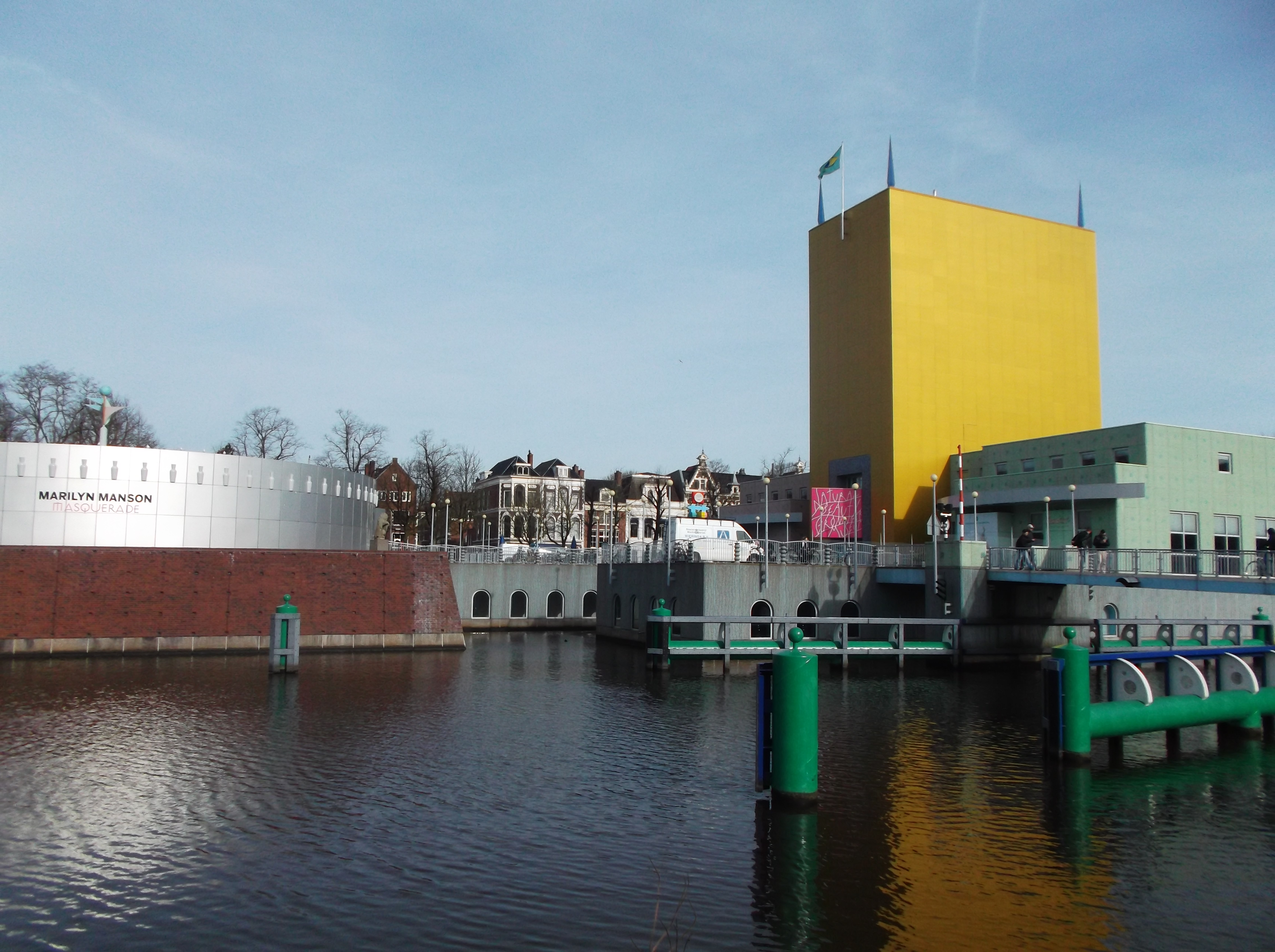
Groningenské muzeum
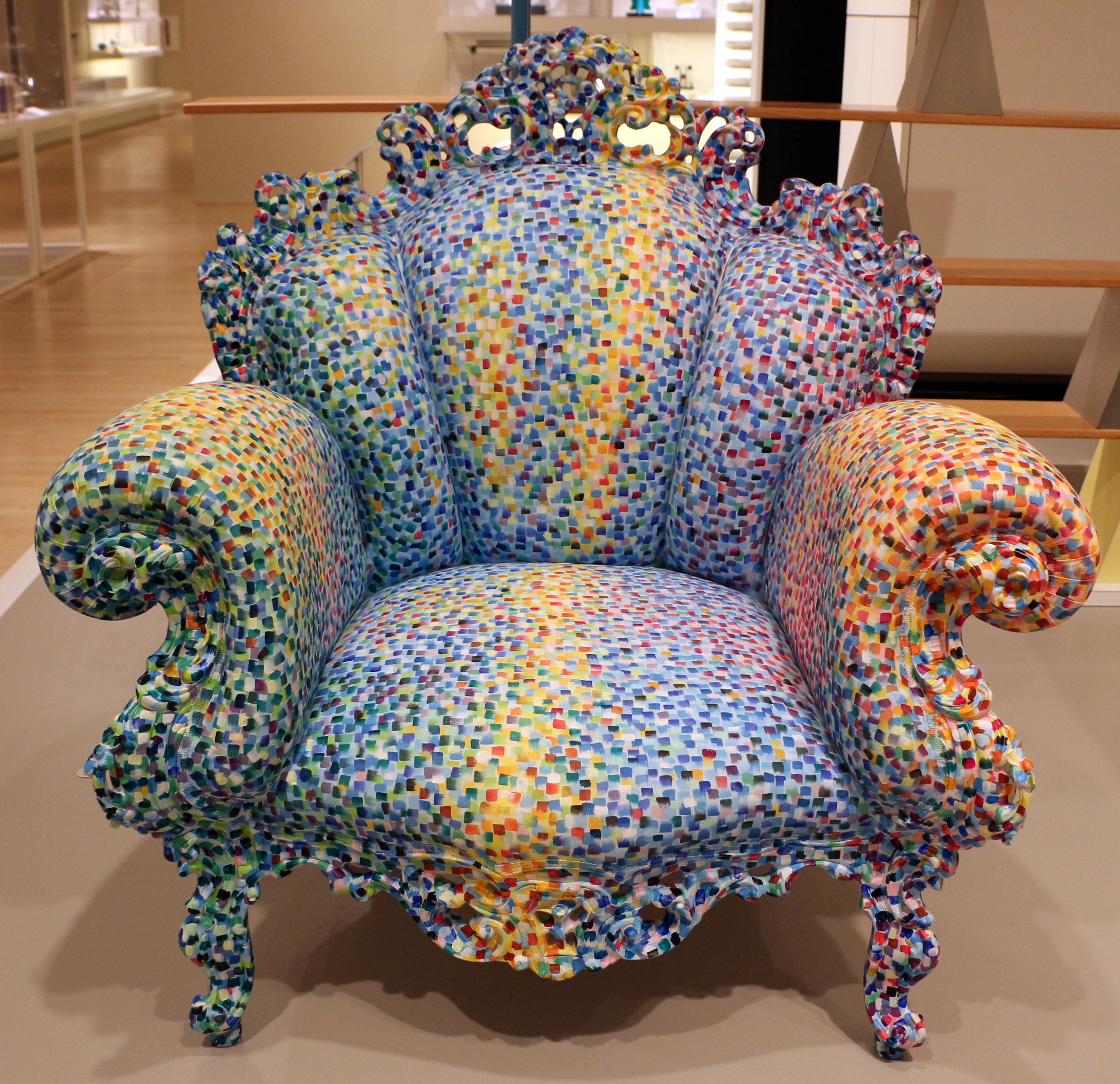
Křeslo Proust
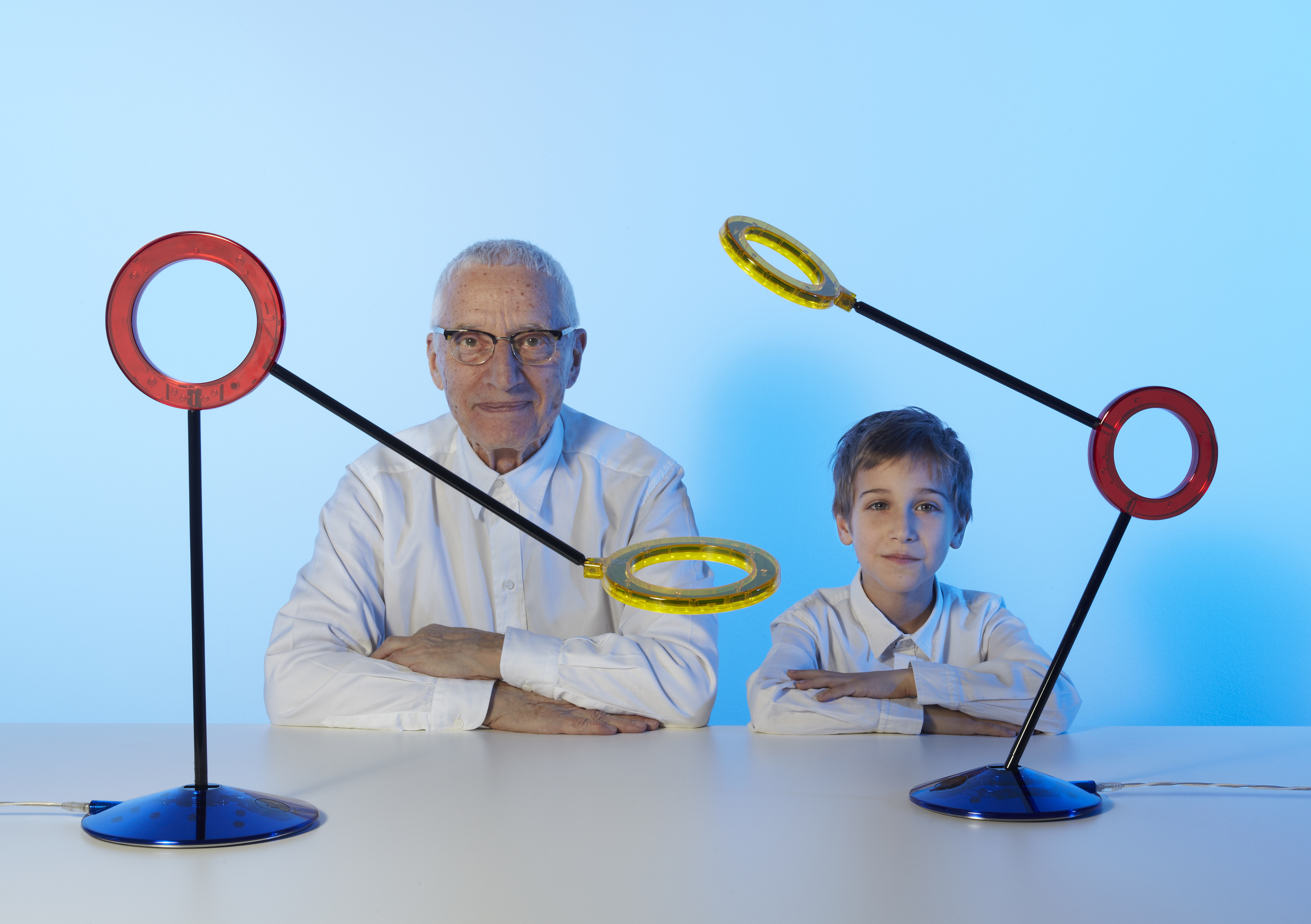
RAMUN amuleto 2010